# Specie di Crataegus
Elenco delle specie di Crataegus:

## A
- Crataegus acutifolia Sarg.

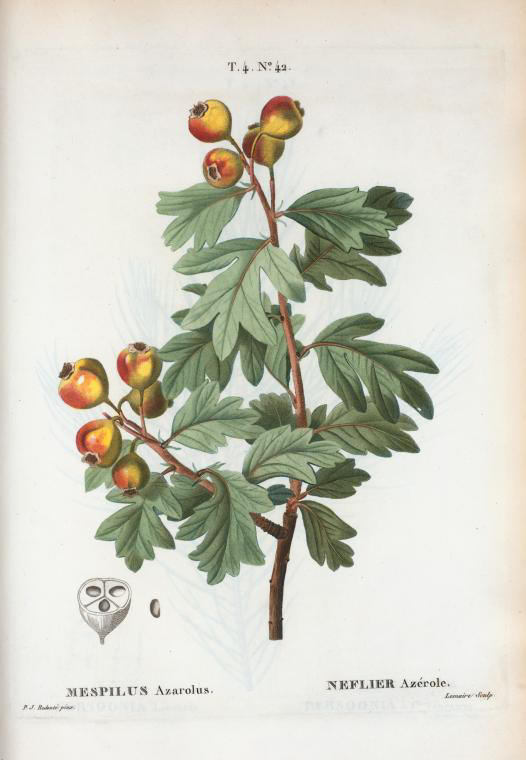
Crataegus azarolus

- Crataegus aestivalis (Walter) Torr. & A.Gray
- Crataegus alabamensis Beadle
- Crataegus × albanica Pojark.
- Crataegus alleghaniensis Beadle
- Crataegus ambigua C.A.Mey. ex A.K.Becker
- Crataegus × amicta Ashe
- Crataegus × anamesa Sarg.
- Crataegus aprica Beadle
- Crataegus aquacervensis J.B.Phipps & R.O'Kennon
- Crataegus × armena Pojark.
- Crataegus ashei Beadle
- Crataegus atrorubens Ashe
- Crataegus atrovirens J.B.Phipps & R.O'Kennon
- Crataegus aurantia Pojark.
- Crataegus aurescens J.B.Phipps
- Crataegus austromontana Beadle
- Crataegus azarolus L.

## B
- Crataegus baroussana Eggl.
- Crataegus beadlei Ashe
- Crataegus beata Sarg.
- Crataegus berberifolia Torr. & A.Gray
- Crataegus × bicknellii (Eggl.) Eggl.
- Crataegus × bornmuelleri Zabel ex K.I.Chr. & Ziel.
- Crataegus brachyacantha Sarg. & Engelm.
- Crataegus brazoria Sarg.
- Crataegus × brevipes Peck

## C

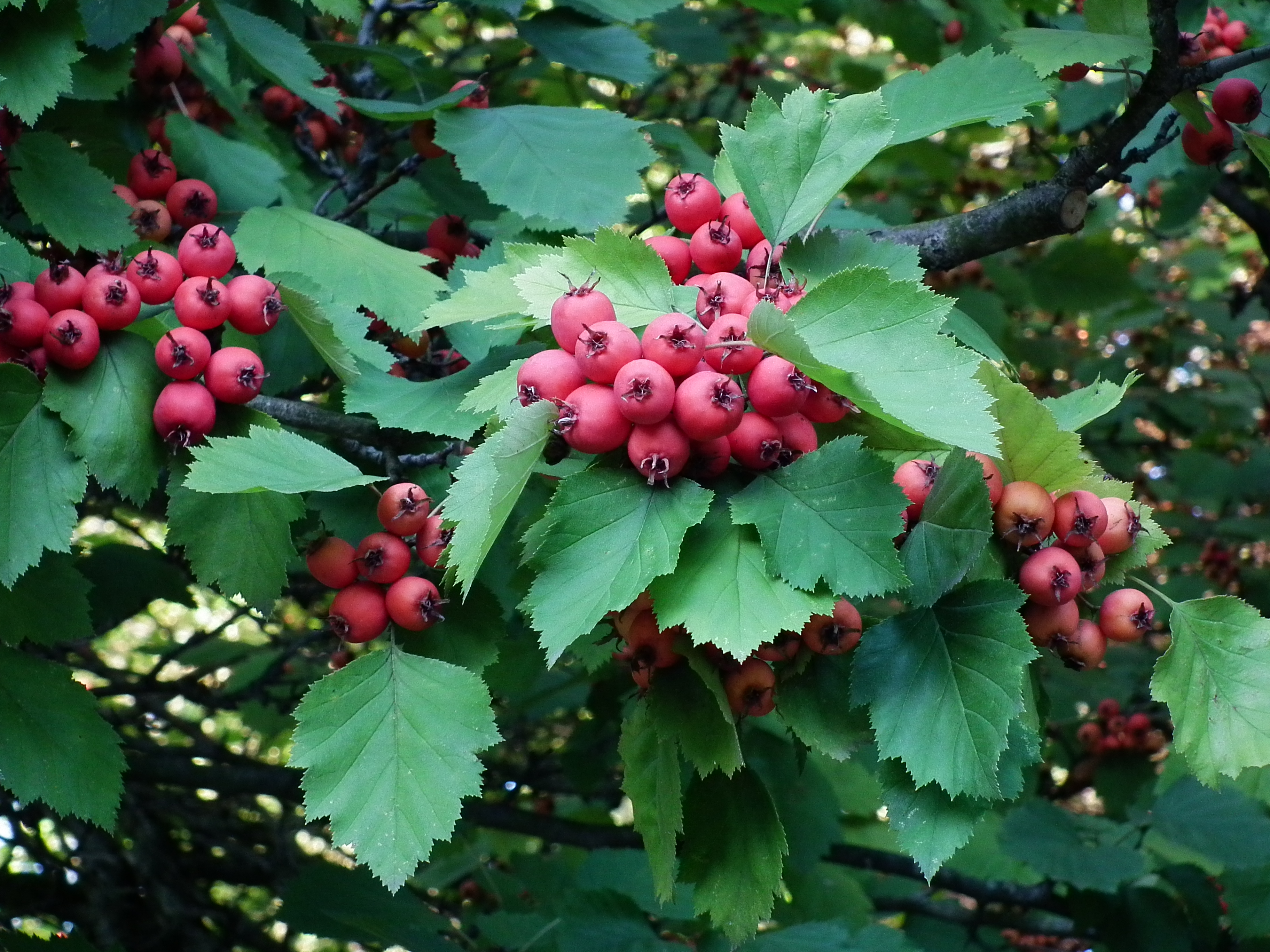
Crataegus coccinea

- Crataegus calpodendron (Ehrh.) Medik.
- Crataegus × canescens (J.B.Phipps) T.A.Dickinson & E.Y.Y.Lo
- Crataegus castlegarensis J.B.Phipps & R.O'Kennon
- Crataegus caucasica K.Koch
- Crataegus × chersonensis K.I.Chr.
- Crataegus chlorocarpa Lenné & K.Koch
- Crataegus chlorosarca Maxim.
- Crataegus chrysocarpa Ashe
- Crataegus chungtienensis W.W.Sm.
- Crataegus × cispontica Ufimov
- Crataegus clarkei Hook.f.
- Crataegus coccinea L.
- Crataegus coccinioides Ashe
- Crataegus cognata Sarg.
- Crataegus × cogswellii K.I.Chr. & T.A.Dickinson
- Crataegus coleae Sarg.
- Crataegus × collicola Ashe
- Crataegus collina Chapm.
- Crataegus compacta Sarg.
- Crataegus condigna Beadle
- Crataegus coriifolia Sharifnia & Zarrink.
- Crataegus corusca Sarg.
- Crataegus crus-galli L.
- Crataegus cuneata Siebold & Zucc.
- Crataegus cupressocollina J.B.Phipps & R.O'Kennon
- Crataegus cuprina J.B.Phipps

## D
- Crataegus dahurica (Dieck) Koehne
- Crataegus delawarensis Sarg.
- Crataegus × desueta Sarg.
- Crataegus dispar Beadle
- Crataegus × disperma Ashe
- Crataegus × dispessa Ashe
- Crataegus distincta Kruschke
- Crataegus dodgei Ashe
- Crataegus douglasii Lindl.

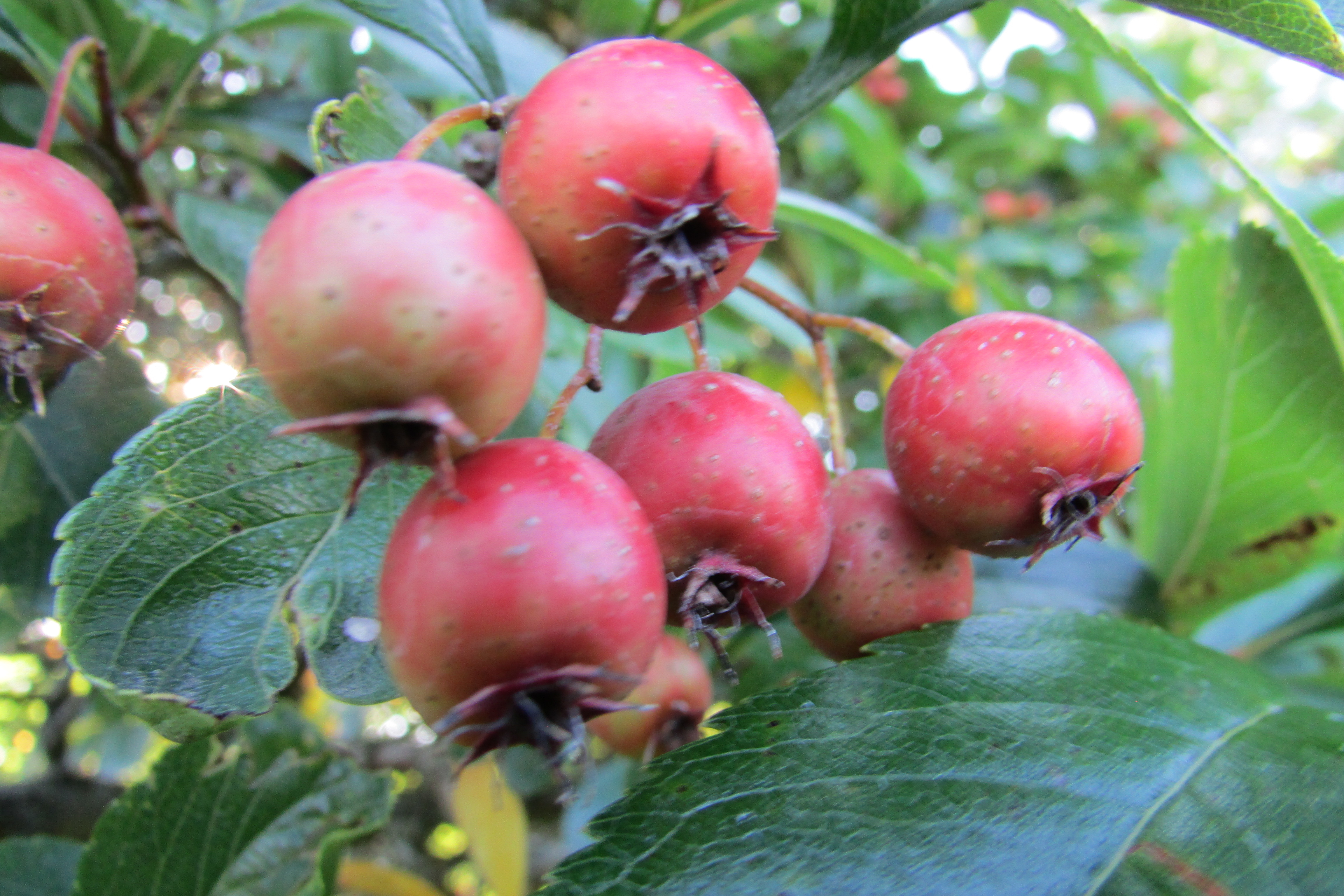
Crataegus douglasii

- Crataegus dsungarica Zabel ex Lange
- Crataegus dzhairensis Vassilcz.

## E
- Crataegus enderbyensis J.B.Phipps & R.O'Kennon
- Crataegus erythrocarpa Ashe
- Crataegus erythropoda Ashe

## F
- Crataegus fecunda Sarg.
- Crataegus ferganensis Pojark.
- Crataegus flabellata (Bosc ex Spach) K.Koch
- Crataegus flava Aiton
- Crataegus floridana Sarg.
- Crataegus florifera Sarg.
- Crataegus fluviatilis Sarg.
- Crataegus forbesiae Sarg.
- Crataegus × fretalis Sarg.

## G
- Crataegus gattingeri Ashe
- Crataegus gaylussacia A.Heller
- Crataegus germanica (L.) Kuntze
- Crataegus glareosa Ashe
- Crataegus gracilior J.B.Phipps
- Crataegus granatensis Boiss.
- Crataegus grandifolia J.B.Phipps
- Crataegus greggiana Eggl.

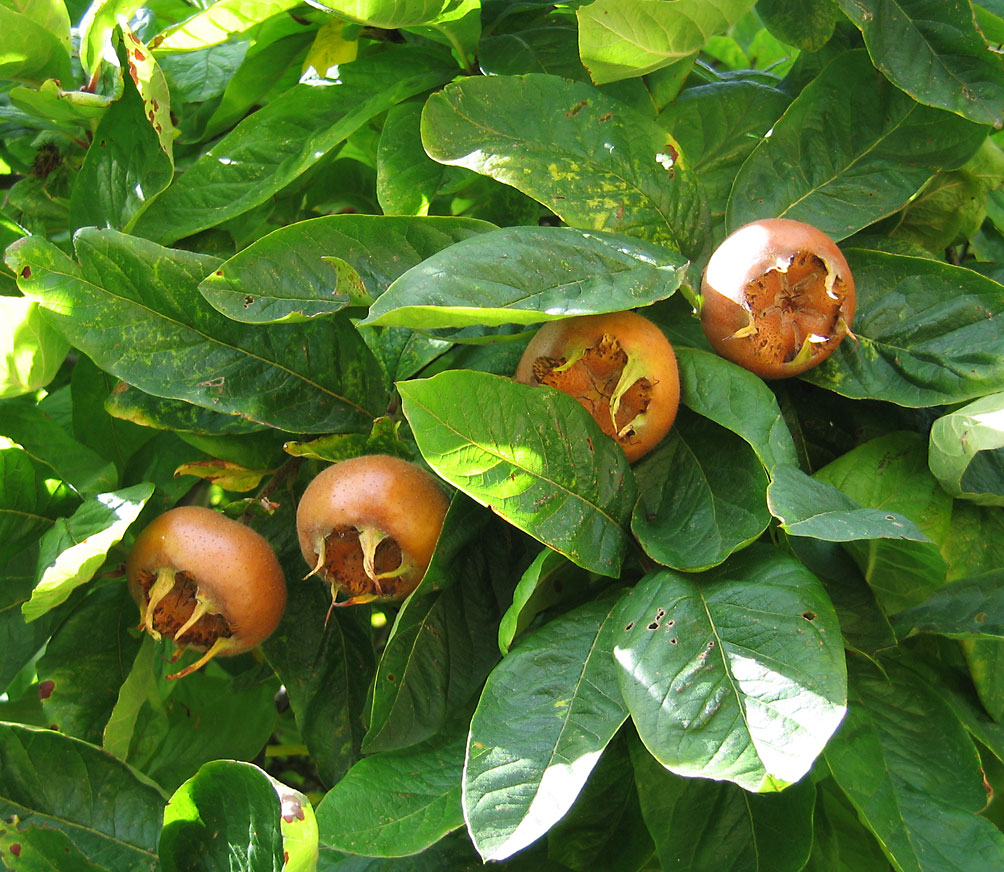
Crataegus germanica

- Crataegus grossidentata Sharifnia & K.I.Chr.

## H
- Crataegus harbisonii Beadle
- Crataegus hatamii Hamzehee, K.I.Chr. & Attar
- Crataegus heldreichii Boiss.
- Crataegus heterophylloides Pojark. ex K.I.Chr.
- Crataegus hissarica Pojark.
- Crataegus holmesiana Ashe
- Crataegus × hudsonica Sarg.
- Crataegus hupehensis Sarg.

## I

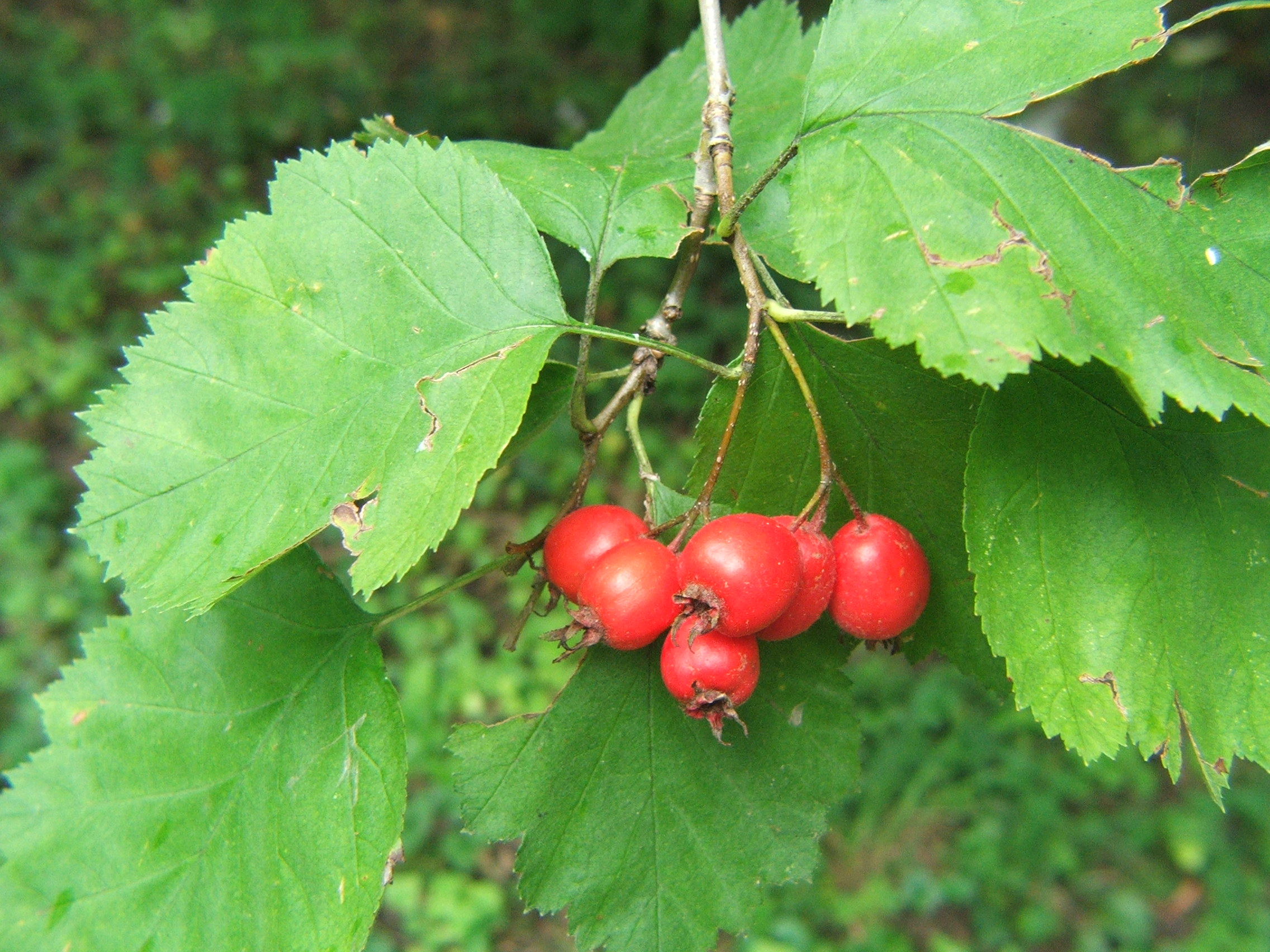
Crataegus intricata

- Crataegus × ideae Sarg.
- Crataegus incaedua Sarg.
- Crataegus indicens Ashe
- Crataegus intricata Lange
- Crataegus iracunda Beadle
- Crataegus irrasa Sarg.
- Crataegus isfajramensis Pachom.

## J
- Crataegus jesupii Sarg.
- Crataegus johnstonii J.B.Phipps
- Crataegus jonesiae Sarg.

## K
- Crataegus kansuensis E.H.Wilson
- Crataegus karadaghensis Pojark.
- Crataegus kelloggii Sarg.
- Crataegus × kennedyi Sarg.
- Crataegus khatamsazae Hamzehee, K.I.Chr. & Attar
- Crataegus × killinica K.I.Chr.
- Crataegus × knieskerniana Sarg.
- Crataegus knorringiana Pojark.
- Crataegus kurdistanica Hadač & Chrtek
- Crataegus × kyrtostyla Fingerh.

## L

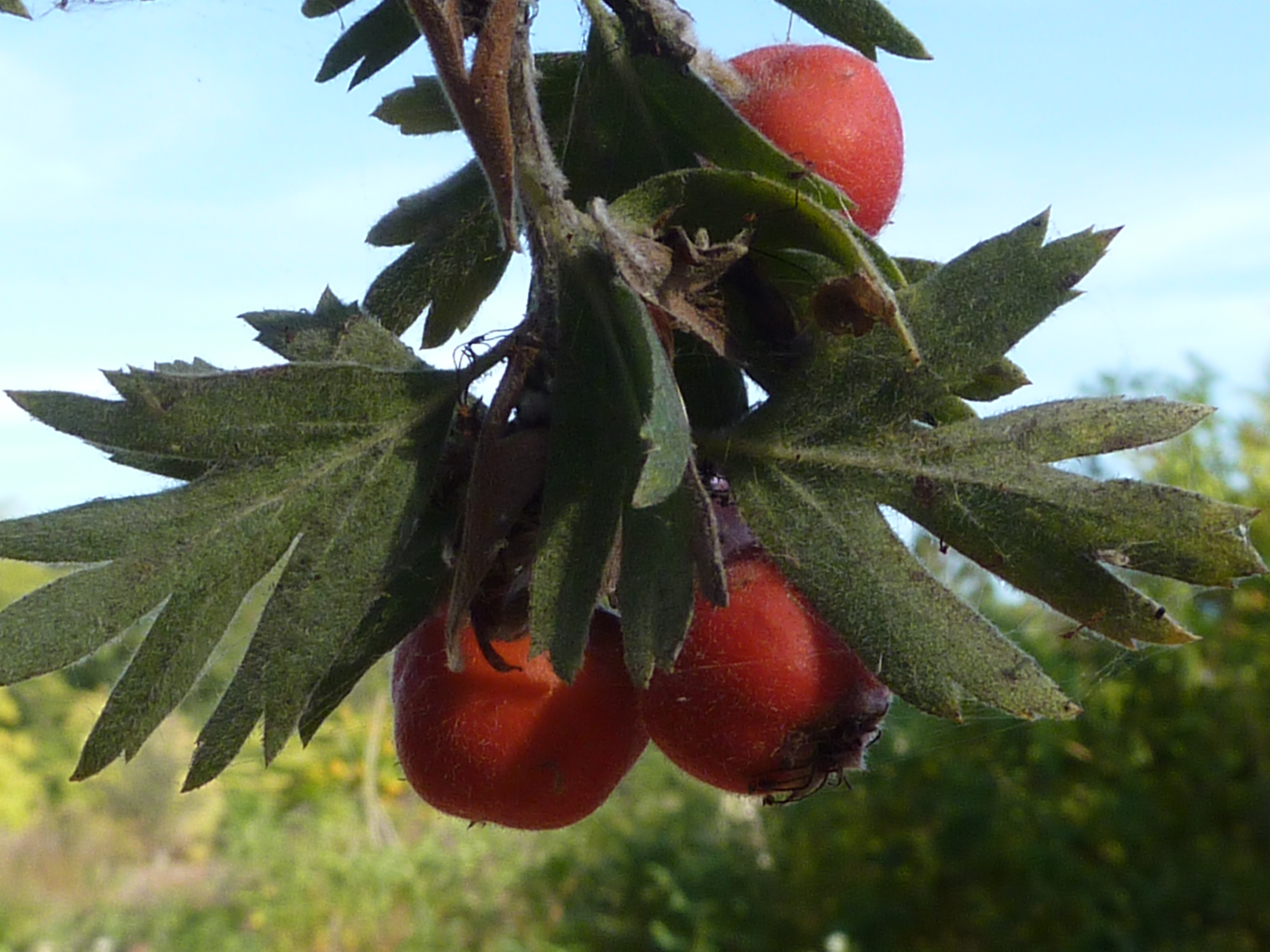
Crataegus laciniata

- Crataegus laciniata Ucria
- Crataegus lacrimata Small
- Crataegus laevigata (Poir.) DC.
- Crataegus × lambertiana Lange
- Crataegus × laneyi Sarg.
- Crataegus lanuginosa Sarg.
- Crataegus lassa Beadle
- Crataegus latebrosa Sarg.
- Crataegus leonensis E.J.Palmer
- Crataegus longipes Pojark.
- Crataegus lucorum Sarg.
- Crataegus lumaria Ashe

## M

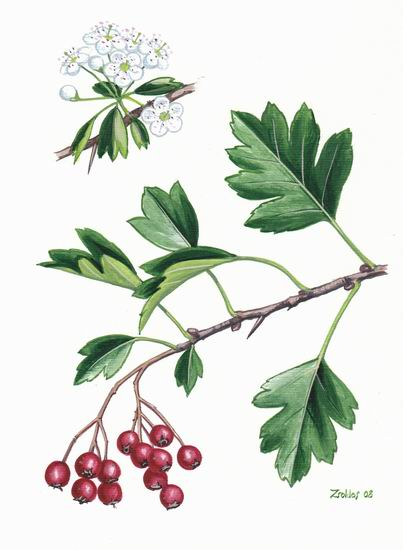
Crataegus monogyna

- Crataegus macracantha Lodd. ex Loudon
- Crataegus × macrocarpa Hegetschw.
- Crataegus macrosperma Ashe
- Crataegus magniflora Sarg.
- Crataegus × maligna Sarg.
- Crataegus margaretiae Ashe
- Crataegus marshallii Eggl.
- Crataegus maximowiczii C.K.Schneid.
- Crataegus × media Bechst.
- Crataegus menandiana Sarg.
- Crataegus mexicana Moc. & Sessé ex DC.
- Crataegus meyeri Pojark.
- Crataegus microphylla K.Koch
- Crataegus mollis (Torr. & A.Gray) Scheele
- Crataegus monogyna Jacq.
- Crataegus munda Beadle

## N
- Crataegus nananixonii J.B.Phipps & R.O'Kennon
- Crataegus necopinata Pojark.
- Crataegus nelsonii Eggl.
- Crataegus neobushii Sarg.
- Crataegus nigra Waldst. & Kit.
- Crataegus × ninae-celottiae K.I.Chr. & T.A.Dickinson
- Crataegus nitida (Engelm. ex Britton & N.E.Br.) Sarg.
- Crataegus nitidula Sarg.
- Crataegus × notha Sarg.

## O

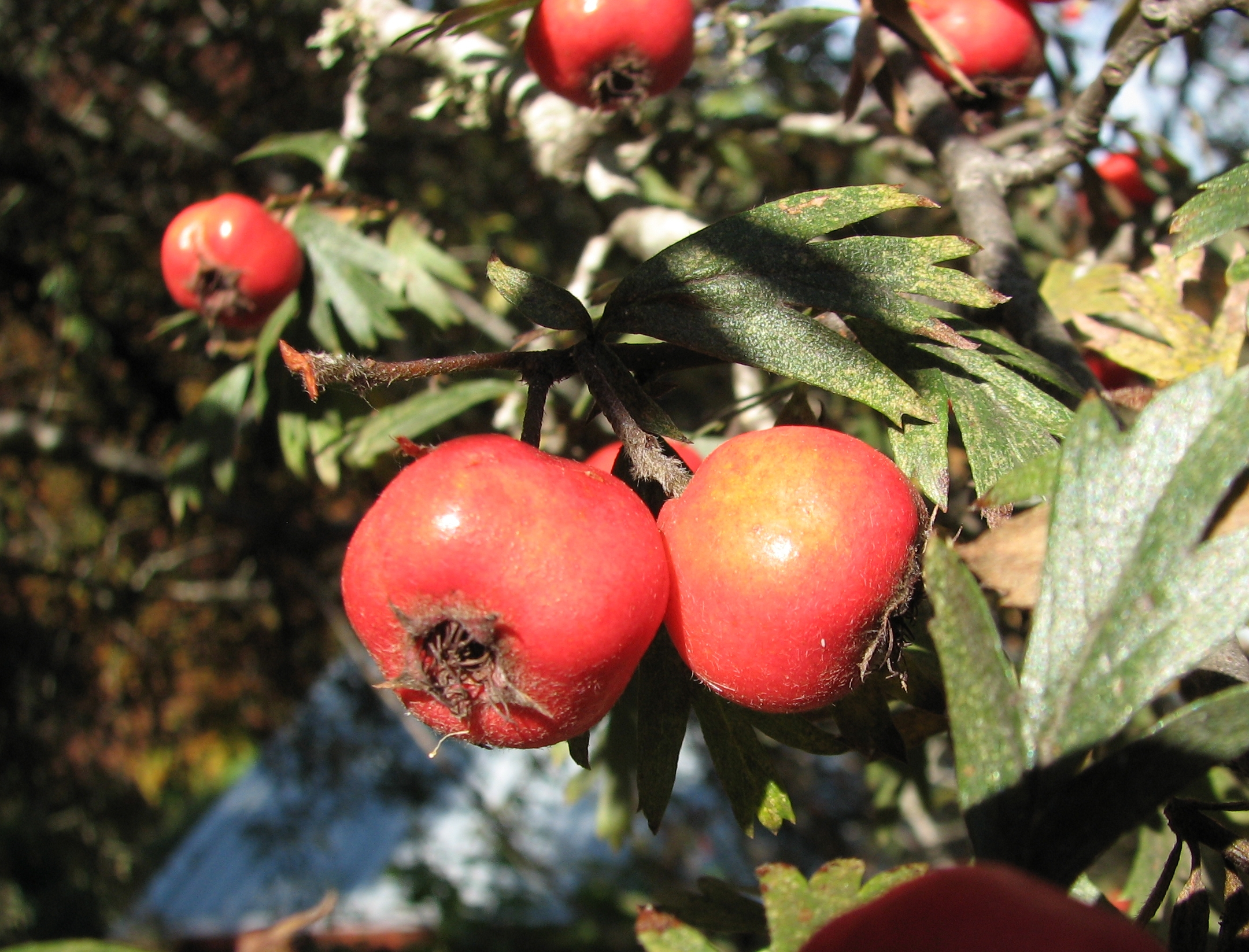
Crataegus orientalis

- Crataegus okanaganensis J.B.Phipps & R.O'Kennon
- Crataegus okennonii J.B.Phipps
- Crataegus opaca Hook. & Arn.
- Crataegus opulens Sarg.
- Crataegus orbicularis J.B.Phipps & R.O'Kennon
- Crataegus oreophila Lance
- Crataegus oresbia W.W.Sm.
- Crataegus orientalis Pall. ex M.Bieb.
- Crataegus ouachitensis E.J.Palmer

## P
- Crataegus padifolia Sarg.
- Crataegus pallasii Griseb.

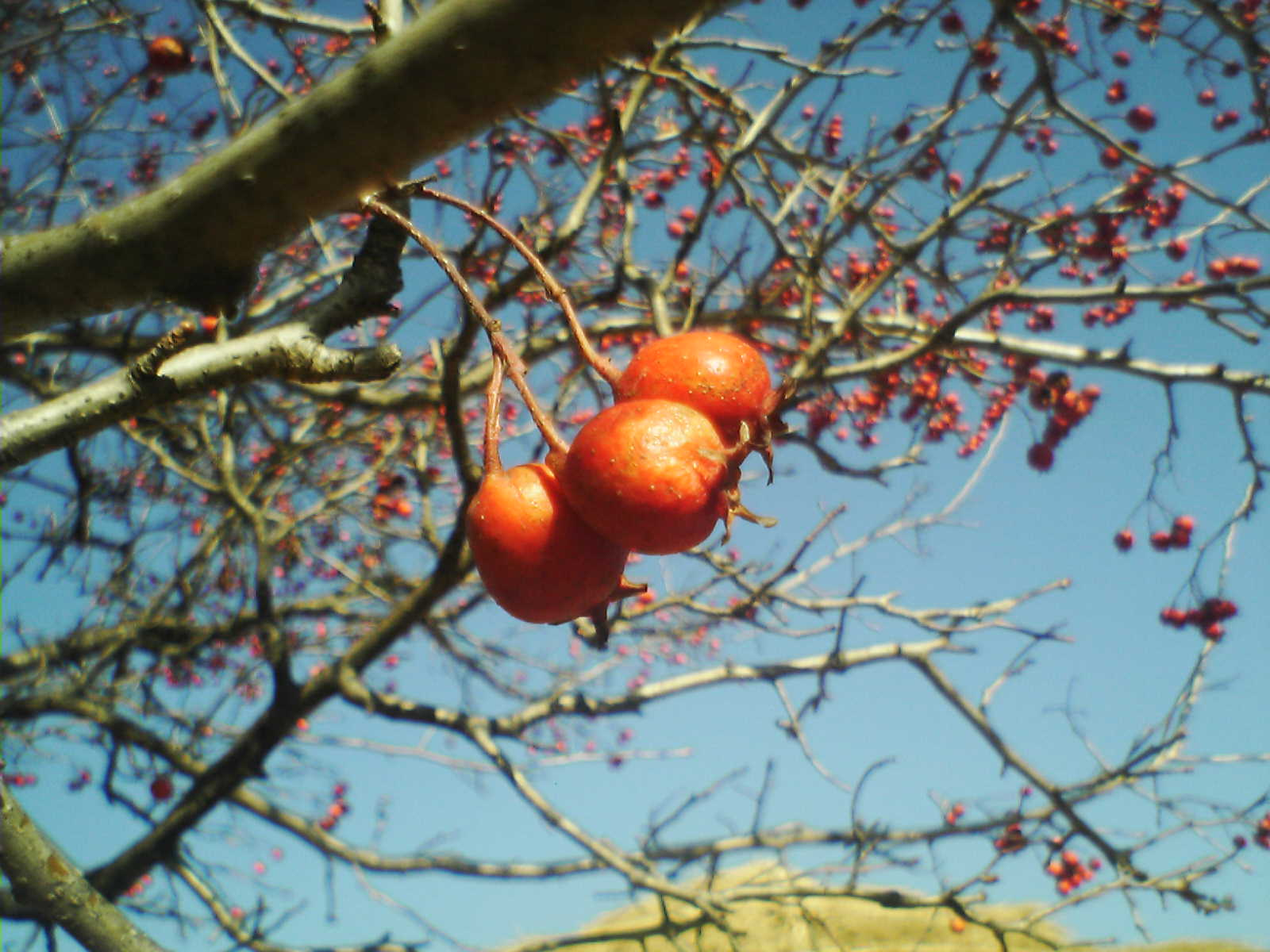
Crataegus pinnatifida

- Crataegus pamiroalaica Zaprjagaeva
- Crataegus pearsonii Ashe
- Crataegus × peloponnesiaca Byatt
- Crataegus pennsylvanica Ashe
- Crataegus pentagyna Waldst. & Kit. ex Willd.
- Crataegus pequotorum Sarg.
- Crataegus persimilis Sarg.
- Crataegus petrodavisii Dönmez
- Crataegus phaenopyrum (L.f.) Medik.
- Crataegus phippsii O'Kennon
- Crataegus × pilosa Sarg.
- Crataegus pinnatifida Bunge
- Crataegus piperi Britton
- Crataegus pontica K.Koch
- Crataegus populnea Ashe
- Crataegus prona Ashe
- Crataegus pruinosa (H.L.Wendl.) K.Koch
- Crataegus × pseudoazarolus Popov
- Crataegus pseudoheterophylla Pojark.
- Crataegus pseudosanguinea Popov ex Pojark.
- Crataegus × puberis Sarg.
- Crataegus pulcherrima Ashe
- Crataegus punctata Jacq.
- Crataegus purpurella J.B.Phipps & R.O'Kennon
- Crataegus putata Sarg.
- Crataegus pycnoloba Boiss. & Heldr.

## R

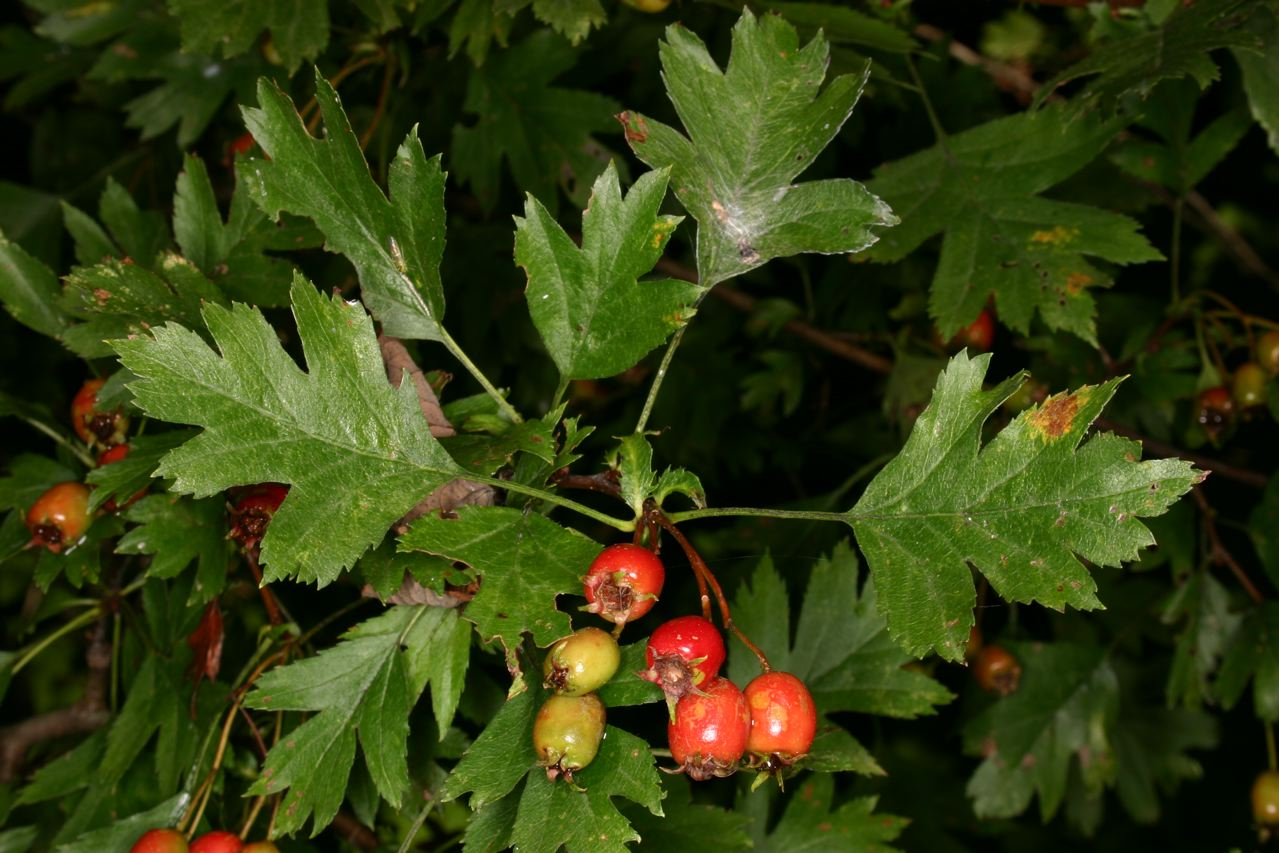
Crataegus rhipidophylla

- Crataegus × radnoti-gyarmatii Ker.-Nagy
- Crataegus ravida Ashe
- Crataegus remotilobata Raikova ex Popov
- Crataegus reverchonii Sarg.
- Crataegus rhipidophylla Gand.
- Crataegus rivularis Nutt.
- Crataegus rivuloadamensis J.B.Phipps & R.O'Kennon
- Crataegus rivulopugnensis J.B.Phipps & R.O'Kennon
- Crataegus roribacca Ashe
- Crataegus rosei Eggl.
- Crataegus rubella Beadle
- Crataegus rubribracteolata J.B.Phipps & R.O'Kennon
- Crataegus × rubrinervis Lange
- Crataegus × rubrocarnea Sarg.
- Crataegus × rufula Sarg.
- Crataegus × rupicola Sarg.
- Crataegus × ruscinonensis Gren. & Blanc
- Crataegus russanovii Cinovskis

## S

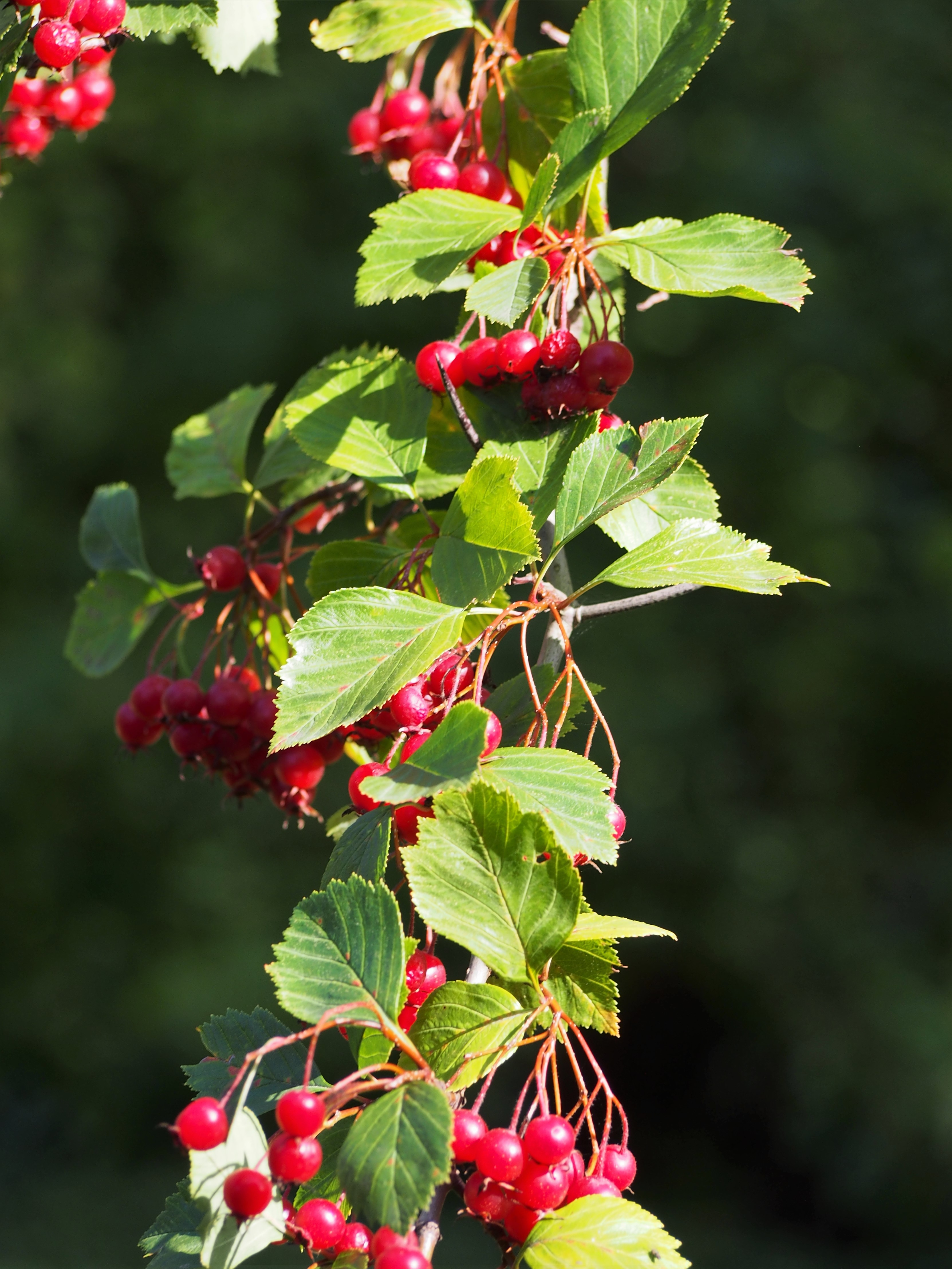
Crataegus sanguinea

- Crataegus sakranensis Hadač & Chrtek
- Crataegus saligna Greene
- Crataegus sanguinea Pall.
- Crataegus sargentii Beadle
- Crataegus scabrida Sarg.
- Crataegus scabrifolia (Franch.) Rehder
- Crataegus schizophylla Eggl.
- Crataegus schuettei Ashe
- Crataegus senta Beadle
- Crataegus shandongensis F.Z.Li & W.D.Peng
- Crataegus sheila-phippsia J.B.Phipps & R.O'Kennon
- Crataegus shensiensis Pojark.
- Crataegus shinnersii Kruschke
- Crataegus shuswapensis J.B.Phipps & R.O'Kennon
- Crataegus silvestris Sarg.
- Crataegus × simulata Sarg.
- Crataegus × sinaica Boiss.
- Crataegus songarica K.Koch
- Crataegus spathulata Michx.
- Crataegus × spatiosa Sarg.
- Crataegus spes-aestatum J.B.Phipps
- Crataegus sphaenophylla Pojark.
- Crataegus spissa Sarg.
- Crataegus stankovii Kossych
- Crataegus × stenosepala Sarg.
- Crataegus stevenii Pojark.
- Crataegus subheterophylla P.D.Sell
- Crataegus submollis Sarg.
- Crataegus suborbiculata Sarg.
- Crataegus succulenta Schrad. ex Link
- Crataegus sulfurea J.B.Phipps

## T

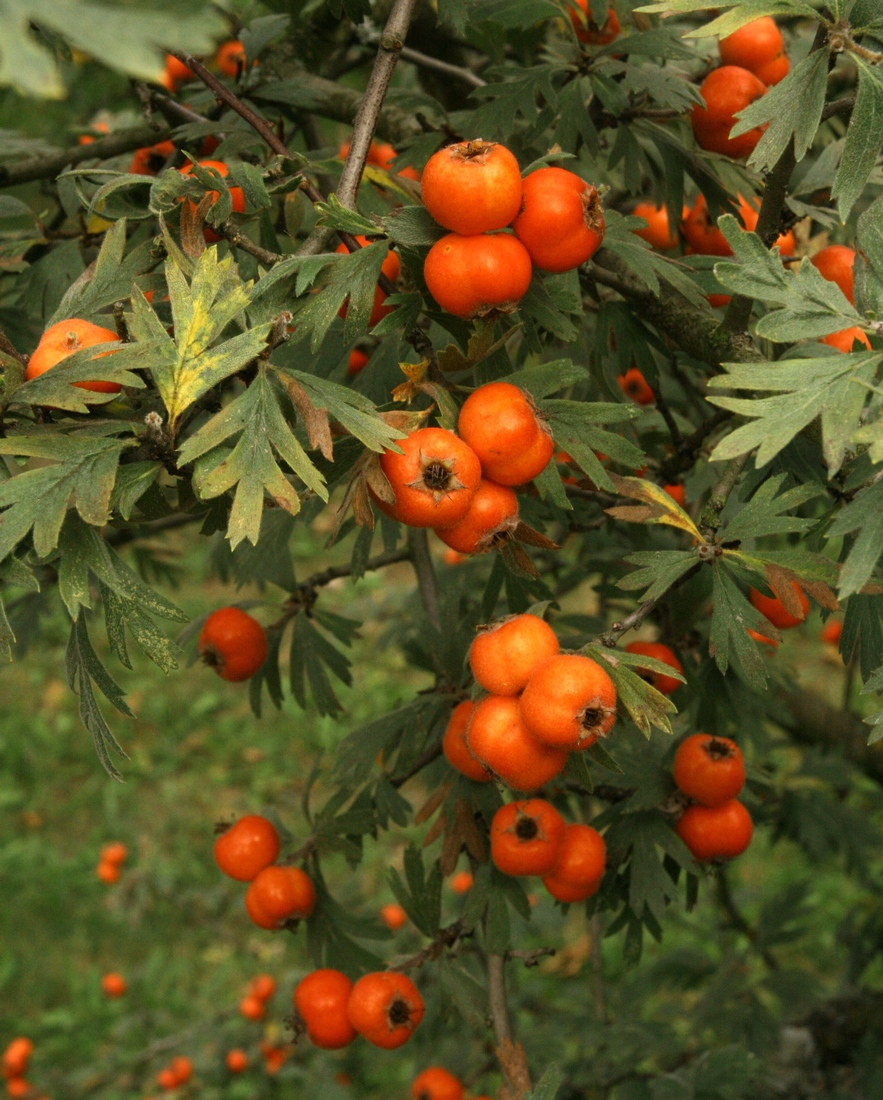
Crataegus tanacetifolia

- Crataegus talyschensis Pojark. ex Ufimov
- Crataegus tanacetifolia (Poir.) Pers.
- Crataegus tanuphylla Sarg.
- Crataegus tenuior J.B.Phipps
- Crataegus texana Buckley
- Crataegus theodori Essenova
- Crataegus thermopegaea E.J.Palmer
- Crataegus tianschanica Pojark.
- Crataegus tinctoria Ashe
- Crataegus tkatschenkoi K.I.Chr.
- Crataegus tracyi Ashe ex Eggl.
- Crataegus triflora Chapm.
- Crataegus turkestanica Pojark.
- Crataegus turnerorum Enquist
- Crataegus tzvelevii Ufimov

## U
- Crataegus umbratilis Sarg.
- Crataegus uniflora Münchh.

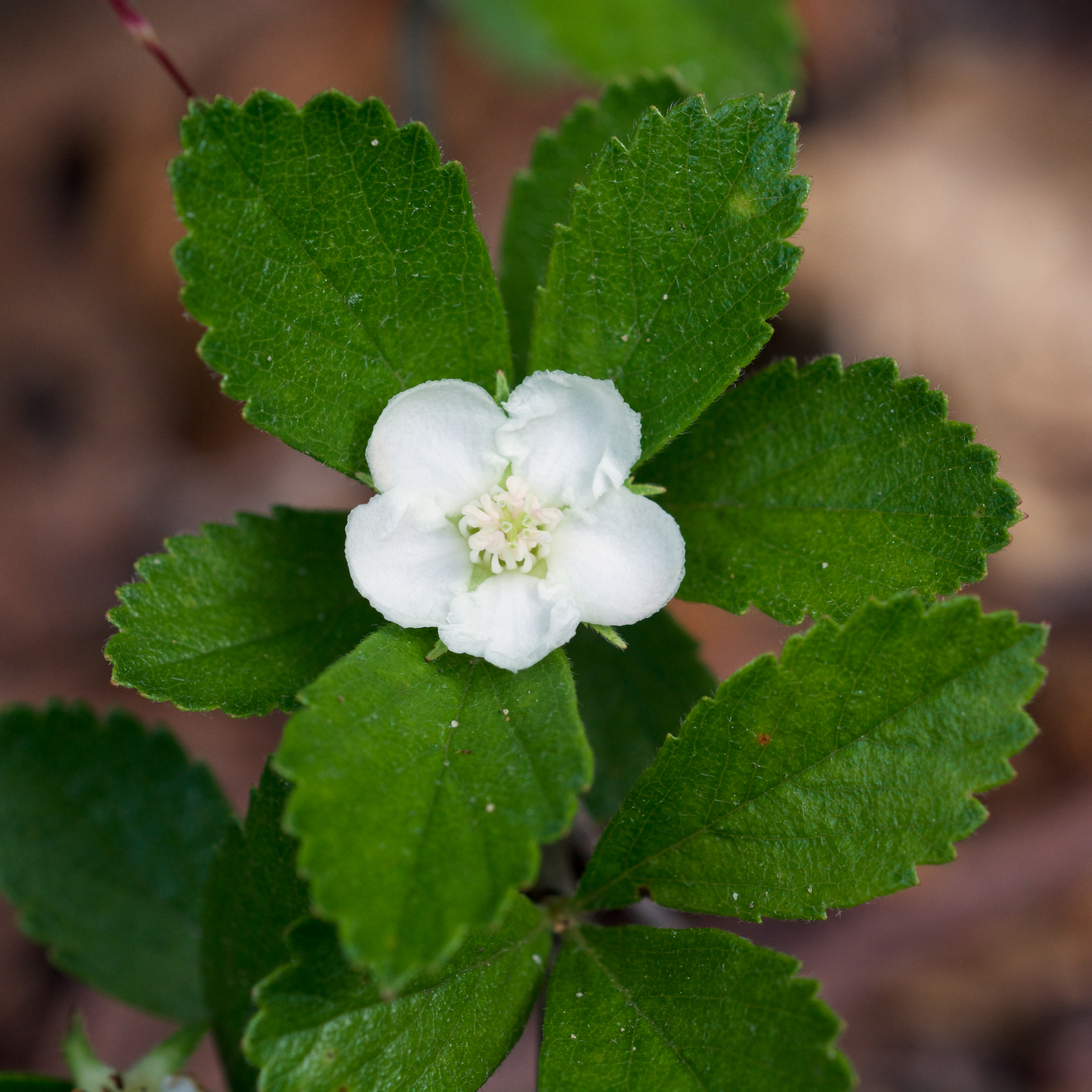
Crataegus uniflora

- Crataegus ursopedensis J.B.Phipps & R.O'Kennon

## V
- Crataegus × vailiae Britton
- Crataegus vegeta Sarg.
- Crataegus venusta Beadle
- Crataegus viridis L.

## W
- Crataegus warneri Sarg.
- Crataegus wattiana Hemsl. & Lace
- Crataegus whitakeri Sarg.
- Crataegus wilsonii Sarg.
- Crataegus wootoniana Eggl.

## Y
- Crataegus yaltirikii Dönmez
- Crataegus × yosgatica K.I.Chr.

## Z
- Crataegus × zangezura Pojark.